# Arrête ou ma mère va tirer !
Pour plus de détails, voir Fiche technique et Distribution.
Arrête ou ma mère va tirer ! (Stop! Or My Mom Will Shoot) est une comédie policière américaine de Roger Spottiswoode, sortie en 1992.

## Synopsis
Joe Bomowski est un officier de la police de Los Angeles, habitué à résoudre les crimes de façon musclée. Il entretient une relation avec sa supérieure hiérarchique, Gwen Harper.
Les choses vont se compliquer pour Joe. Tout d'abord, Gwen décide de le larguer car il ne fait pas le premier pas. Et de surcroit, sa maman, Tutti, une gentille petite vieille dame, débarque pour rendre visite à son fils, avec son chien. Tutti endommage ensuite l'arme de service de son fils en la lavant. Elle décide alors d'en acheter une nouvelle pour la remplacer. Elle acquiert donc de façon illégale un Ingram MAC, pensant faire plaisir à Joe. Tutti est alors témoin du meurtre d'un trafiquant d'armes.
Joe, qui était pressé que sa mère s'en aille, est contraint de cohabiter avec sa mère. Celle-ci va cependant l'aider à recoller les morceaux entre lui et Gwen et à élucider l'affaire de meurtre dont elle a été témoin.

## Fiche technique
Sauf indication contraire, les informations mentionnées dans cette section peuvent être confirmées par la base de données cinématographiques IMDb,  présente dans la section « Liens externes ».
- Titre français : Arrête ou ma mère va tirer !
- Titre original : Stop! Or My Mom Will Shoot
- Réalisation : Roger Spottiswoode
- Scénario : Blake Snyder, William Osborne et William Davies
- Musique : Alan Silvestri
- Photographie : Frank Tidy
- Montage : Mark Conte et Lois Freeman-Fox
- Production : Michael C. Gross, Joe Medjuck (en) et Ivan Reitman
- Sociétés de production : Northern Lights Entertainment et Universal Pictures
- Sociétés de distribution : Universal Pictures (Etats-Unis), United International Pictures (France)
- Budget : 45 millions de $[1]
- Pays d'origine : États-Unis
- Langue : anglais
- Format : couleurs – 2,35:1
- Genre : comédie policière, buddy movie
- Durée : 87 minutes
- Dates de sortie : 
  -  États-Unis : 21 février 1992
  -  France : 27 mai 1992

## Distribution
- Sylvester Stallone (VF : Alain Dorval) : le sergent Joseph Andrew « Joe » Bomowski
- Estelle Getty (VF : Jane Val) : Dorothy « Tutti » Bomowski
- JoBeth Williams (VF : Sophie Deschaumes) : le lieutenant Gwen Harper
- Roger Rees (VF : Philippe Bellay) : Parnell
- J. Kenneth Campbell (VF : Michel Dodane) : l'inspecteur Ross
- Martin Ferrero (VF : Denis Boileau) : Paulie
- Gailard Sartain (VF : Michel Vocoret) : Munroe
- John Wesley (VF : Med Hondo) : Tony
- Dennis Burkley (VF : Luc Florian) : Mitchell
- Nicholas Sadler (VF : Jérôme Berthoud) : le suicidaire
- Richard Schiff (VF : Pascal Renwick) : l'armurier
- Brigitta Stenberg (VF : Martine Irzenski) : Sally
- Ving Rhames : M. Stereo
- Patti Yasutake : Leslie, présentatrice du journal télévisé
- Scott Shaw : le propriétaire de la galerie d'art (coupé au montage[2])

## Production

### Genèse
L'acteur Arnold Schwarzenegger expliquera plus tard que Sylvester Stallone avait accepté ce rôle en raison de l'intense rivalité qui les opposait à cette époque dans le créneau des films d'action, et à cause de la volonté de Stallone de donner comme lui un tournant humoristique à sa carrière :

« J'ai lu le script. C'était terriblement mauvais. Vous savez, moi aussi, j'ai fait des films qui méritaient de finir aux toilettes, n'est-ce pas ? Ils étaient mauvais. Mais, celui-ci était vraiment mauvais. Ça se passait durant notre guerre et je me suis dit que j'allais laisser entendre [par voie de presse] que j'étais très intéressé [par le projet]. Je sais comment ça se passe à Hollywood. Je demanderais alors beaucoup d'argent [pour qu'ils se disent] : “Allons le proposer à Sly. Peut-être qu'on pourra l'avoir pour moins”. Et donc ils sont allés voir Sly et lui ont dit : “Schwarzenegger est intéressé. Voici la coupure de presse. Il en a parlé. Si tu veux lui prendre [ce film] des mains, il est disponible.” Et il a marché ! Il a complètement marché. Une semaine plus tard, j'ai entendu que Sly signait pour faire le film. Et j'ai fait : “Yes !!” »

— Arnold Schwarzenegger, Slashfilm, 2017

### Tournage
Le tournage a lieu de mai à aout 1991 et se déroule à Los Angeles, Santa Rosa, Long Beach.

## Accueil

### Critique
Sur le site agrégateur de critiques Rotten Tomatoes, le film n'obtient que 8 % d'avis favorables seulement, sur la base de 26 critiques collectées et une note moyenne de 2,36/10 ; le consensus du site indique : « Absolument stupide et déconcertant, [Arrête ou ma mère va tirer !] donne à ses stars déséquilibrées très peu de choses sur lesquelles travailler et en conséquence, elles ne fonctionnent vraiment pas ».
Rita Kempley du Washington Post le décrit ironiquement comme « votre pire cauchemar » (en référence à une phrase de Rambo 3) tout en remarquant que « le concept est cependant mieux pour Stallone que les intrigues de ses précédentes comédie, Le Vainqueur et L'embrouille est dans le sac ». Michael Wilmington du Los Angeles Times voit dans ce film la réponse de Stallone aux comédies de Schwarzenegger comme Un flic à la maternelle et pointe du doigt le travail des scénaristes qui n'ont pas su imaginer plus que le concept des gags mère/fils.
Dans l'émission Siskel & Ebert At The Movies, le célèbre critique américain du Chicago Sun-Times, Roger Ebert, déclare : « C'est l'un des pires films que j'ai vu. Il n'y a aucun moments drôles. Il n'y aucun moments intéressants ».
Sylvester Stallone sera lui-même très critique envers ce film, évoquant le pire film dans lequel il a joué. Dans un entretien avec le site américain Ain't It Cool News, il déclare notamment : « peut-être l'un des pires films du système solaire, en incluant même les productions extraterrestres que l'on a jamais vues » ou encore : « un vers plat aurait pu écrire un meilleur script ».

### Box-office
Malgré ces critiques globalement désastreuses de la part de la presse, le film récolte plus de 70 millions de dollars au box-office. Il arrive à la 51e place du box-office 1992 au Canada et aux États-Unis.
| Pays ou région    | Box-office      | Date d'arrêt du box-office | Nombre de semaines |
| ----------------- | --------------- | -------------------------- | ------------------ |
| États-Unis Canada | 28 411 210 $    | 9 avril 1992               | 7                  |
| France            | 788 365 entrées | -                          | -                  |
| Total mondial     | 70 611 210 $    | -                          | -                  |

## Clins d'œil
- Lorsque Tutti Bomowski montre des photos de son fils au commissariat, on peut apercevoir une photo noir et blanc de Sylvester Stallone à l'âge de 8 ans. Cette même photo était déjà apparue dans Rocky.
- Lorsque Joe et Tutti quittent le bureau de Parnell après l'avoir interrogé, cette dernière le menace en lui disant « Je Reviendrai ! » (I'll Be Back !). La vieille femme prétend à Joe que les flics disent tous cette phrase et son fils lui répond « Non ! C'est Terminator qui dit ça ! ». En effet, cette réplique est la fétiche d'Arnold Schwarzenegger depuis le premier Terminator.

## Dans la culture populaire
- Dans la série d'animation Les Simpson, le titre original de l'épisode « Petit Papa Noël super flic » (20e épisode de la saison 18) est « Stop! Or My Dog Will Shoot » (Arrête ! Ou mon chien va tirer !). Dans cet épisode, le chien de la famille Simpson, Petit Papa Noël, devient policier.